# Liberty Island
Liberty Island is een klein onbewoond eiland in de Haven van New York en New Jersey gelegen in de monding van de Hudson River. Op het eiland staat het wereldberoemde Vrijheidsbeeld. Het ligt ten zuiden van Ellis Island en heeft een oppervlakte van 5,6809 hectare. 
Op de 11-puntige fundering van het Vrijheidsbeeld stond oorspronkelijk Fort Wood, en het eiland werd informeel Star Fort genoemd. Officieel heette het Bedloe's Island, een verbastering van de achternaam van de oorspronkelijke eigenaar Isaac Bedloo. Vanaf het begin van de twintigste eeuw wordt het Liberty Island genoemd, en door een wet van het Amerikaans Congres werd dat in 1956 de officiële naam. 

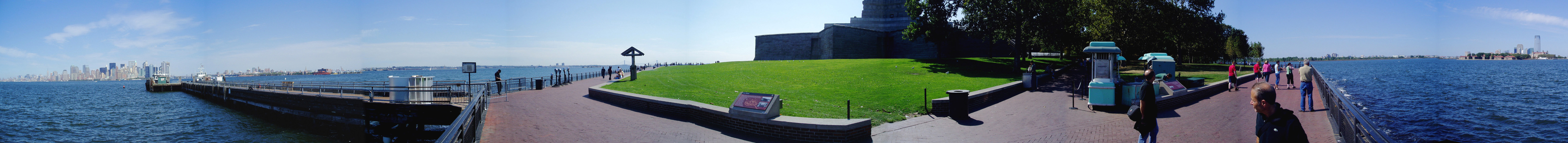
Panorama van Liberty Island - in New York

## Administratieve status
Het eiland is een exclave van de staat New York in de staat New Jersey. Het eiland wordt volledig omringd door de staatswateren van New Jersey, maar blijft eigendom van de federale overheid. De eigendom en de gebouwen op en van het eiland worden beheerd door de National Park Service.

## Toegang en bereikbaarheid
Het eiland is alleen toegankelijk per veerboot die aan de westkant van Liberty Island aanlegt. De veerboten vertrekken vanuit Liberty State Park in Jersey City en Battery in Lower Manhattan. Liberty Island ligt op 1,6 kilometer afstand van het buureiland Ellis Island, op 600 meter van Liberty State Park en op 2,6 kilometer van Manhattan. Afhankelijk van het jaargetijde is het eiland op verschillende momenten toegankelijk. Er zijn geen kosten verbonden aan de toegang tot het Vrijheidsbeeld, maar er zijn wel kosten voor de veerdienst, aangezien privéboten niet bij het eiland mogen aanmeren. In 2007 werd een concessie verleend aan Statue Cruises voor het bedienen van het vervoer en de ticketverkoop, ter vervanging van Circle Line, die deze dienst sinds 1953 uitvoerde.

## Geschiedenis

### Great Oyster Island
Tijdens de Europese kolonisatie rondom de Hudson rivier, halverwege de 17e eeuw, bestond een groot deel van de westkant van de Bovenbaai van New York uit uitgestrekte oesterbanken die beïnvloed werden door het getij. Deze oesterbanken waren een belangrijke voedselbron voor de Lenape, een groep losjes georganiseerde inheemse volkeren in het in het gebied van de beneden-Hudson en de Delaware. Verschillende eilanden kwamen niet volledig onder water te staan bij vloed. Deze drie eilanden (later bekend als Bedloe's/Love/Liberty, Ellis en Black Tom) werden door de Nederlandse kolonisten van Nieuw-Nederland, de eerste Europese kolonie in de Mid-Atlantische staten, de naam Oyster Islands (Oester Eilanden) gegeven. De oesterbanken zouden bijna drie eeuwen lang een belangrijke voedselbron blijven voor de Lenape. Vanaf de jaren 1870 begon men met landaanwinning, met name door de Lehigh Valley Railroad en de Central Railroad of New Jersey. Dit leidde uiteindelijk tot de vernietiging van de oesterbanken, waarbij één eiland werd overspoeld en de kustlijn veel dichter bij de andere eilanden kwam te liggen.

### Bedloe's Island
Na de overgave van Fort Amsterdam door de Nederlanders aan de Britten in 1664, schonk de Engelse gouverneur Richard Nicolls het eiland aan kapitein Robert Needham. Op 23 december 1667 werd het verkocht aan Isaac Bedloe. Het eiland bleef in zijn bezit tot 1732, toen het voor vijf shilling werd verkocht aan de New Yorkse kooplieden Adolphe Philipse en Henry Lane. Tijdens hun eigendom werd het eiland tijdelijk door de stad New York gevorderd om er een quarantainepost te bouwen tegen een pokkenuitbraak.

In 1746 kocht Archibald Kennedy (de latere 11e graaf van Cassilis) het eiland en liet er een zomerresidentie bouwen, samen met een vuurtoren. Zeven jaar later werd het eiland in een advertentie beschreven (waarin de benaming "Bedlow's" was veranderd in "Bedloe's", met als alternatieve naam "Love Island") en werd deze te huur aangeboden:
Te huur: Bedloe's Island, alias Love Island, inclusief de woning en vuurtoren, ideaal gelegen voor een herberg, waar alle soorten groenten, gevogelte, enz. gemakkelijk kunnen worden gekweekt voor de scheepvaart naar het buitenland. Bovendien is het een uitstekende locatie voor het transporteren van ingemaakte oesters, en het eiland is rijk aan konijnen.
In 1756 stond Kennedy opnieuw toe dat het eiland werd gebruikt als quarantainepost voor pokken. Op 18 februari 1758 kocht de stad New York het eiland voor £1000 om het te gebruiken als pesthuis.
Toen de Britse troepen de haven van New York bezetten in de aanloop naar de Amerikaanse Onafhankelijkheidsoorlog, was het de bedoeling dat het eiland gebruikt zou worden voor de huisvesting van loyalistische vluchtelingen die trouw bleven aan de Engelse koning. De gebouwen die voor dit doel waren opgetrokken werden op 2 april 1776 tot de grond toe afgebrand.

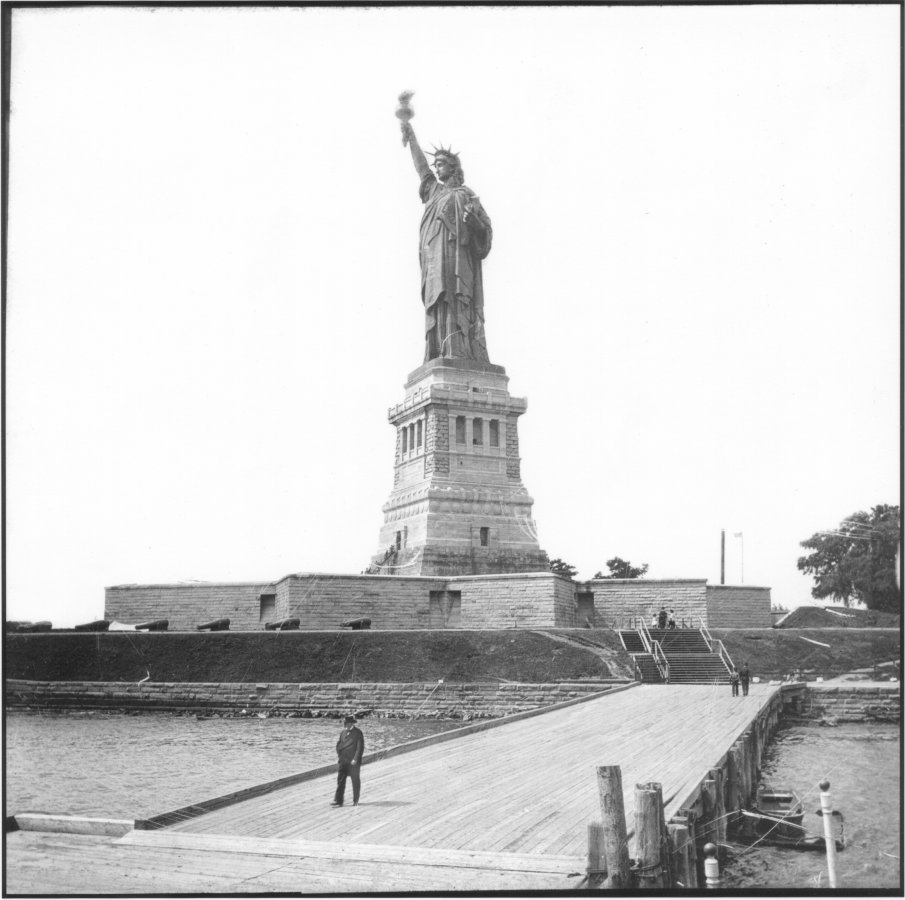
De stervormige muren van het voormalige Fort Wood vormden de basis voor het Vrijheidsbeeld

### Fort Wood
Op 15 februari 1800 droeg de wetgevende macht van de staat New York het eiland over aan de federale overheid voor de bouw van een verdedigingsfort (samen met Governors Island en Ellis Island). In 1806 werd begonnen met de bouw van het fort ter bescherming van de stad New York tegen een mogelijke Britse invasie, die uiteindelijk voltooid zou worden in 1811. Na de Oorlog van 1812 werd het fort Fort Wood genoemd, ter ere van luitenant-kolonel Eleazer Derby Wood, die werd gedood tijdens het beleg van Fort Erie in 1814. Dit beleg was een belangrijke Amerikaanse overwinning tegen Britse troepen aan het einde van de oorlog. De graniete vesting was uitgerust met 24 kanonnen en had de vorm van een 11-puntige ster. Deze 11-puntige ster is nog steeds te herkennen als fundament voor het later gebouwde Vrijheidsbeeld. In de 19e eeuw werd er voorgesteld om een groter fort met 77 kanonnen te bouwen, maar dit werd uiteindelijk nooit gerealiseerd.
In de jaren 1880 werd het fort gezien als een verouderde en achterhaalde vestiging. Het fort werd gekozen als locatie voor het Vrijheidsbeeld. De Derde Franse Republiek schonk het Vrijheidsbeeld in 1876 ter ere van de honderdjarige onafhankelijkheid van de Verenigde Staten van Amerika. The National Park Sevice nam het beheer van het eiland op zich, waarbij de militaire installatie in 1944 volledig werd verwijderd.

### Vrijheidsbeeld
Het standbeeld, genaamd Liberty Enlightening the World was een geschenk van het Franse volk ter gelegenheid van het honderdjarige bestaan van de Verenigde Staten. In een overeenkomst door Congres werd afgesproken dat de President van de Verenigde Staten het geschenk zou accepteren en dat het Ministerie van Defensie de bouw van het standbeeld zou faciliteren.
De bouw van het standbeeld werd in juli 1884 in Frankrijk voltooid. In juni 1885 arriveerde het beeld in de haven van New York, aan boord van het Franse fregat Isère. Tijdens deze reis bestond het beeld uit 350 stukken, verdeeld over 214 kratten. In april 1886 was het nieuwe voetstuk klaar. In een tijdsbestek van 4 maanden werd het beeld weer in elkaar gezet.
Op 28 oktober 1886 werd het Vrijheidsbeeld ingehuldigd. Het bestaat geheel uit koperen platen die bevestigd zijn aan een geraamte. Maurice Koechlin, een naaste medewerker van Eiffel, kreeg de leiding bij het vervaardigen van de constructie. De sokkel werd van graniet gemaakt, naar een ontwerp van de Amerikaanse architect Richard Morris Hunt.
Op 15 oktober 1924 werd het standbeeld samen met Fort Wood tot National Monument bestempeld. Het Vrijheidsbeeld werd Statue of Liberty National Monument. In 1935 werd heel Bedloe's Island hieraan toegevoegd en omgedoopt tot Liberty Island.
Na de terroristische aanslagen op 11 september 2001 was het eiland tot december 2001 gesloten voor het publiek. Het Vrijheidsbeeld bleef daarbij gesloten tot augustus 2004. Sindsdien wordt het eiland 24 uur per dag bewaakt door eenheden van de Amerikaanse kustwacht.

## Geschillen over staatssoevereiniteit

#### Staatsgeschil

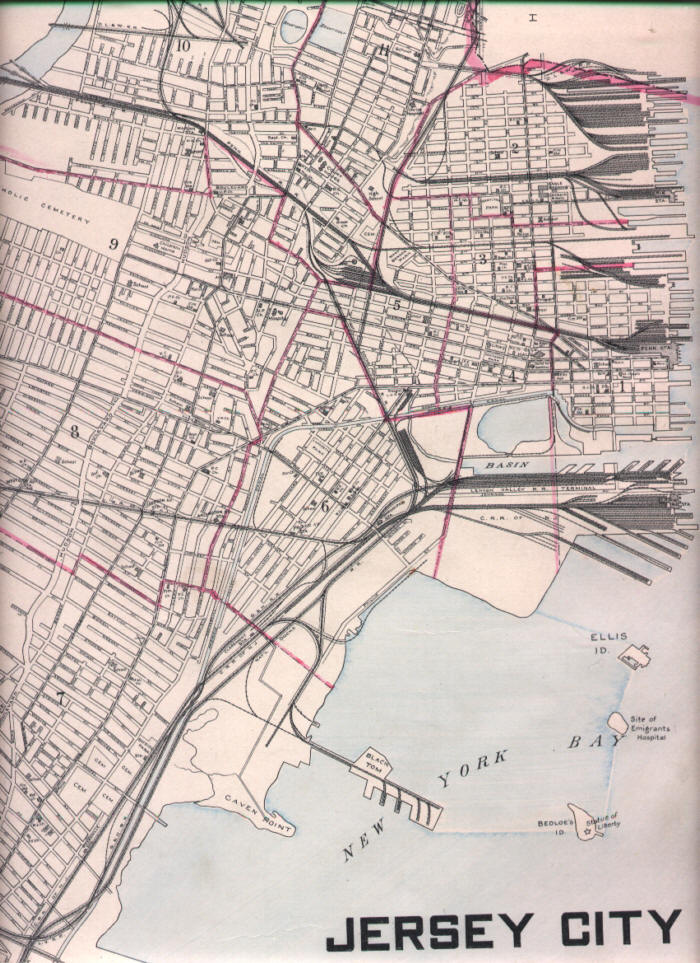
De geografie langs de oevers van New Jersey aan de Upper New York Bay vóór het opspuiten van land. De ligging van Liberty (Bedloe's) Island nabij New Jersey leidde tot pogingen van de staat om jurisdictie op te eisen.

In een bijzondere clausulte tijdens de koloniale landstoewijzing van 1664 wordt de grens van New Jersey omschreven als: ''ten westen van Long Island en Manhitas Island, en aan de oostkant begrensd door de open zee en aan de andere kant door de Hudsonrivier''. Opmerkelijk is dat niet het midden van de rivier werd gebruikt als grens, zoals gebruikelijk was in koloniale handvesten. De gegeven omschrijving van de grens van New Jersey was daarmee onduidelijk en zou in de komende eeuwen na de Amerikaanse onafhankelijkheid een grensschil gaan opleveren tussen de staat New York en de staat New Jersey.
In 1824 probeerde de stad New York een jurisdictie monopolie te vestigen over de groeiende veerdienst in de haven van New York. In  de zaak Gibbons tegen Ogden oordeelde het hof dat interstaatelijk vervoer gereguleerd zou worden door de federale overheid. Dit loste de grenskwestie niet op. 
In 1830 was New Jersey van plan een rechtszaak aan te spannen, maar de kwestie werd opgelost met een verdrag tussen de twee staten. Dit verdrag werd in 1834 door het Amerikaanse Congres geratificeerd, waarbij de grens tussen de staten werd vastgesteld op het midden van de gezamenlijke waterweg van de Hudsonrivier. Hierdoor zouden Bedloe's (Liberty) Island en Ellis Island toebehoren aan de staat New Jersey. Het verdrag bevatte echter een uitzondering die bepaalde dat deze eilanden binnen het grondgebied van New York zouden blijven. Dit werd later bevestigd door het Amerikaanse Hooggerechtshof in een zaak uit 1908, waarin ook verder op het verdrag werd ingegaan.

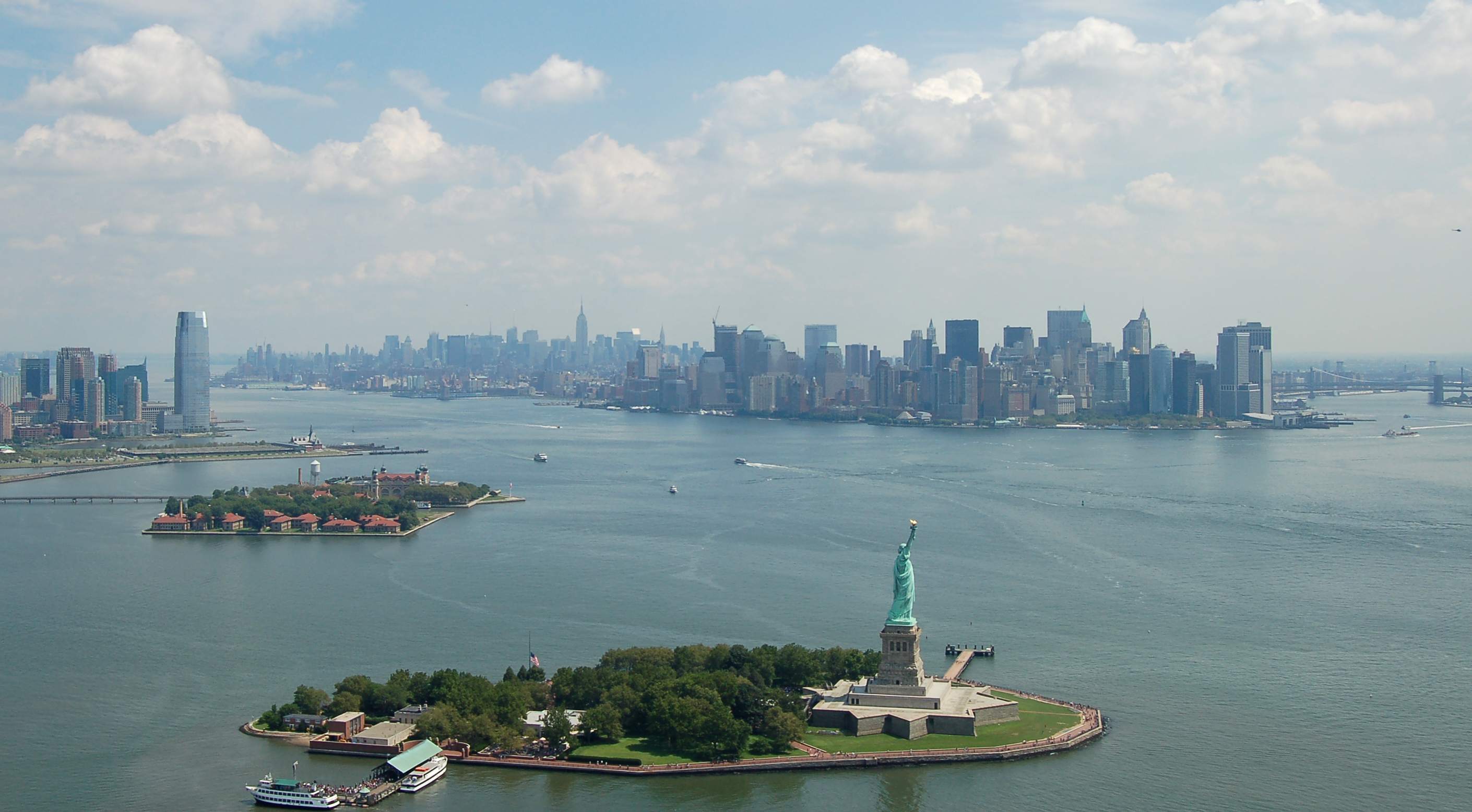
Liberty Island, met Ellis Island, het centrum van Jersey City (links) en Manhattan (rechts) op de achtergrond.

In 1986 werd een rechtszaak aangespannen door inwoners van New Jersey die de jurisdictie van de staat New York over Liberty Island aanvochten, maar deze werd door het hof verworpen. In datzelfde jaar klaagden de Amerikaanse vertegenwoordiger Frank J. Guarini en Gerald McCann, destijds burgemeester van Jersey City, het stadsbestuur van New York aan. Zij betoogden dat New Jersey recht zou moeten hebben op Liberty Island omdat het zich aan de New Jersey-kant van de staatsgrens bevindt. Aangezien de rechtbank besloot de zaak niet te behandelen, bleef de bestaande juridische status ongewijzigd. Delen van het eiland die boven water uitsteken, maken deel uit van New York, terwijl de rechten op al het ondergelopen land rondom het standbeeld toebehoren aan New Jersey. Het zuidwestelijke gedeelte van het eiland, dat 1,69 hectare beslaat, is ontstaan door landaanwinning.
In 1998 oordeelde het Hooggerechtshof van de Verenigde Staten in de zaak New Jersey tegen New York over de staatsjurisdictie van het nabijgelegen Ellis Island. New Jersey stelde dat het eiland grotendeels bestaat uit kunstmatig opgevuld land en betoogde dat het verdrag van 1834 alleen de natuurlijke delen van het eiland dekte en niet de gebieden die door landaanwinning waren toegevoegd. Als gevolg hiervan zou de kunstmatige sectie van Ellis Island toebehoren aan New Jersey, terwijl het oorspronkelijke natuurlijke gedeelte aan New York zou toekomen. Het Hooggerechtshof gaf New Jersey gelijk in deze zaak. In werkelijkheid bleek deze uitspraak om verschillende redenen erg onpraktisch en New Jersey en New York kwamen overeen om de jurisdictie over het hele eiland te delen. Deze speciale situatie is alleen van toepassing op Ellis Island en een deel van Shooters Island.

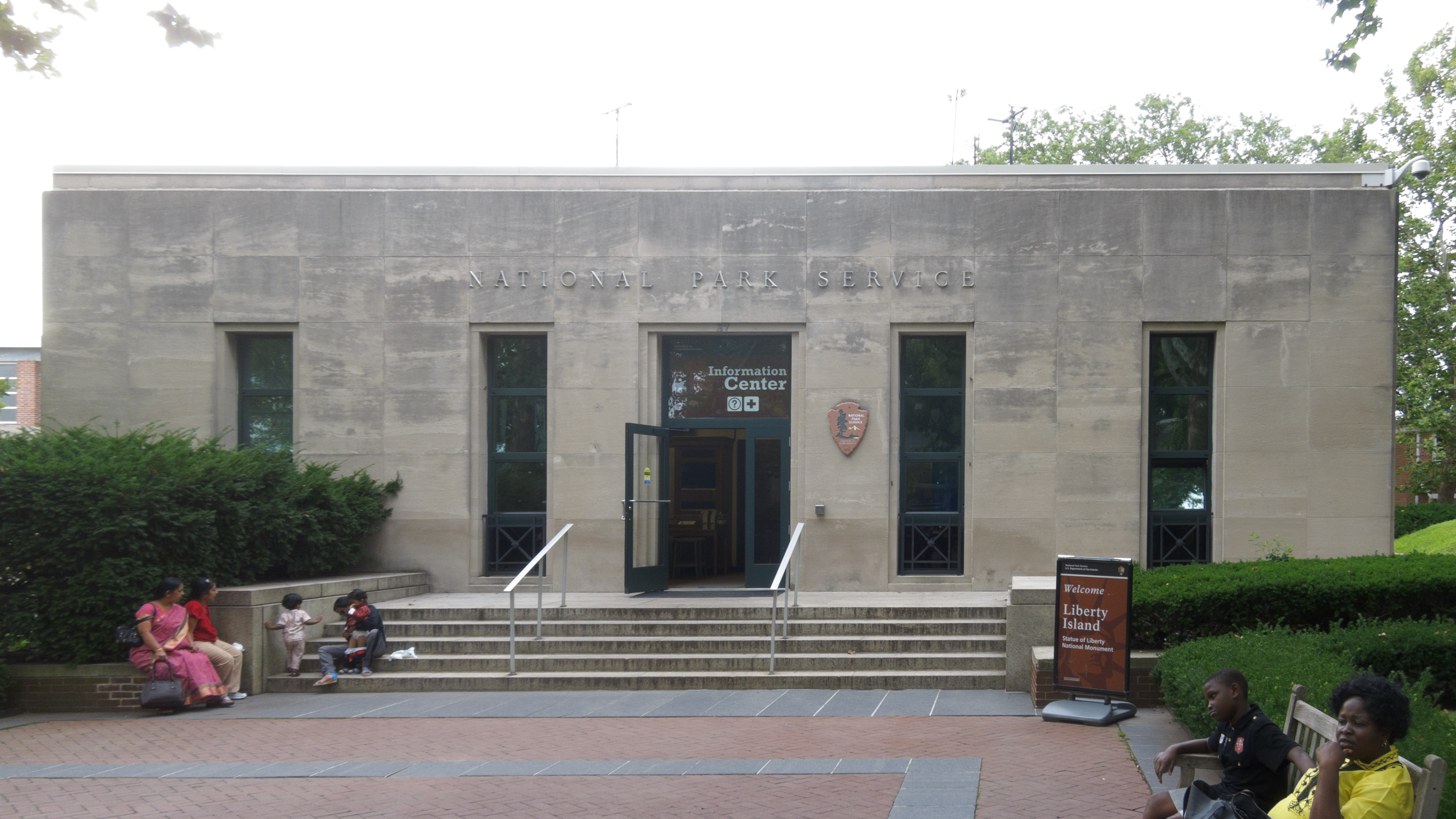
Gebouw van de National Park Service op Liberty Island

#### Federale eigendom
Liberty Island is sinds 1801 in bezit van de federale overheid, aanvankelijk als militaire installatie en momenteel als nationaal monument. Het Vrijheidsbeeld, samen met Ellis Island en Liberty Island, staat sinds 1966 op het National Register of Historic Places. Dit omvat land dat zich in beide staten bevindt, waarvan de controle en het toezicht onder de federale overheid van de Verenigde Staten vallen. De onbetwiste grens tussen New Jersey en New York ligt in het midden van de Hudsonrivier en de Upper New York Bay. Liberty Island bevindt zich duidelijk aan de New Jersey-kant van de waterlijn, terwijl Liberty Island zelf een exclave van de staat New York is en onderdeel uitmaakt van de stad New York. Dit stelt de stad in staat om soevereiniteit over Liberty Island te behouden en omzetbelasting te heffen van de souvenirwinkels.